# Risiocnemis polilloensis
Risiocnemis polilloensis är en trollsländeart som beskrevs av Hämäläinen 1991. Risiocnemis polilloensis ingår i släktet Risiocnemis och familjen flodflicksländor. Inga underarter finns listade i Catalogue of Life.